# Camillina chilensis
Camillina chilensis är en spindelart som först beskrevs av Simon 1902.  Camillina chilensis ingår i släktet Camillina och familjen plattbuksspindlar. Inga underarter finns listade.